# 무주 백련사 계단
무주 백련사 계단(茂朱 白蓮寺 戒壇)은 대한민국 전북특별자치도 무주군 설천면, 백련사에 있는 계단이다. 1979년 12월 27일 전라북도의 기념물 제42호로 지정되었다.

## 개요
덕유산 내의 백련사 뒷쪽에 마련되어 있는 계단으로, 불교의 계(戒:승려가 지켜야 할 계율)의식을 행하는 곳이다.
이 산에서 흔히 볼 수 있는 화강암질의 암석으로 이루어진 단은 절 뒷쪽의 등성이에 바닥을 널찍하게 마련하여 고르게 만든 후 자연석을 깔고 그 중앙에 종 모양의 탑을 세워두었다. 낮은 바닥돌 위에 올려진 탑은 꼭대기에 구슬무늬를 둔 두툼한 받침을 조각한 후, 그 위로 꽃봉오리 모양의 머리장식을 올려놓았다. 탑의 서쪽으로는 동·서·남·북의 방위를 장식한 듯한 3각점의 홈이 파여 있고, 그 안에 동그란 무늬를 새긴 받침대가 놓여 있다.
건립된 연대는 확실하지 않으나, 절의 번성기였던 통일신라시대에 만든 것으로 추측된다. 특히 이 계단에는 누구든지 ‘관세음보살’을 외우며 주변을 일곱 번 이상 돌면 그 사람의 소원이 이루어진다는 말이 전해 내려와 많은 사람들의 발길이 끊이지 않는다.

## 참고 자료
- 백련사계단 - 국가유산청 국가유산포털